# 长安仁恒科技
浙江長安仁恒科技股份有限公司，簡稱浙江長安仁恒科技股份、浙江長安仁恒科技、浙江長安仁恒、長安仁恒科技，以及長安仁恒（英語：Zhejiang Chang’an Renheng Technology Co., Ltd.，港交所：8139），在2000年，由張有連（董事長）、張元曄及吳忠義，於浙江省湖州長興縣（總部），成立前身「長興仁恒精製膨潤土有限公司」。
業務在中國內地經營生產和銷售各類膨润土精细化学品。
股份在2015年1月16日於港交所創業板上市。配售股份價格為9.7港元，股份配售為800萬股H股，集資額為5210萬港元。

## 外部連結
- renheng.com （页面存档备份，存于）